# Ludwig Thoma
Ludwig Thoma (ur. 21 stycznia 1867 w Oberammergau, zm. 26 sierpnia 1921 w Rottach-Egern) – niemiecki pisarz, wydawca i redaktor. Zyskał popularność głównie dzięki częściowo przesadzonemu opisowi codziennego życia w Bawarii.
Po ukończeniu Imperial Latin School w Landstuhl (dziś pod nazwą Sickingen-Gymnasium) najpierw studiował leśnictwo w Aschaffenburgu, a do 1893 roku prawo w Monachium i Erlangen. Następnie, już będąc prawnikiem, zamieszkał najpierw w Dachau, później w Monachium.
Po 1899 roku pracował dla niemieckiego tygodnika satyrycznego Simplicissimus. Publikował w nim między innymi humorystyczne opowiadania. Opisywał w nich bawarskie życie na wsi i w małych miasteczkach. Jego powieści chłopskie – Andreas Vöst (1905), Der Wittiber (1911) i Der Ruepp (1922), a także humoreski Assessor Karlchen (1900), Lausbubengeschichten (1904) i Tante Frieda (1906), charakteryzują się autentycznością regionalnego języka i życia. Dramaty Thomy – w tym Die Medaille (1901), Das Säuglingsheim (1913), a zwłaszcza Moral (1908), odzwierciedlają elementy teatru ludowego.
W 1907 roku ożenił się z 27-letnią tancerką Mariettą di Rigardo, która urodziła się na Filipinach. Małżeństwo nie trwało jednak długo i w 1911 roku Thoma i Marietta rozwiedli się. W późniejszych latach swojego życia stał się propagatorem nacjonalistycznym agitującym przeciwko lewicowym politykom. Pisał wtedy dla gazety Miesbacher Anzeiger.
Podczas I wojny światowej służył jako sanitariusz. W lipcu 1917 wstąpił do niemieckiej Deutsche Vaterlandspartei.
Jego najbardziej znane dzieła to Ein Münchner im Himmel, Lausbubengeschichten i Jozef Filsers Briefwexel.

## Książki
- Die Lokalbahn (1901)
- Lausbubengeschichten (1905)
- Tante Frieda (1907)
- Moral (1909)
- Ein Münchner im Himmel (1911)
- Jozef Filsers Briefwexel (1912)
- Altaich (1918)
- Münchnerinnen (1919)
- Der Jagerloisl (1921)